# Сокуров, Сергей Анатольевич
Сергей Сокуров (род. 9 апреля 1940, Минусинск, Красноярский край, РСФСР) — русский писатель, геолог, общественный деятель. Был членом Союза писателей СССР (с 1988 года), член Союза писателей России.

## Ранние годы
Сергей Сокуров родился 9 апреля 1940 года в городе Минусинске Красноярского края, в семье педагогов. Его предки-разночинцы известны с XVII века. Отец, участник Великой Отечественной войны, по её окончании перевёз семью в Прикарпатье, на место своей гарнизонной службы. Окончив семилетку, Сергей Сокуров учился в Дрогобычском нефтяном техникуме по специальности «Геология» и на геологическом факультете Львовского государственного университета.

## Геолог и писатель (советский период)
Работал в карпатских экспедициях на массовых поисках нефтегазоносных структур и золота, на государственной геологической съёмке; также в проектных институтах. Одновременно занимался писательским трудом. Общий геологический стаж 30 лет, в должностях от техника-геофизика до начальника отряда. Работу по специальности оставил в годы Перестройки и распада СССР ради общественной деятельности по месту жительства во Львове.
Во время Перестройки в стране оживилась культурологическая деятельность самодеятельных организаций. В 1988—1990 во Львове возникло Русское общество им. А.Пушкина с Русским культурным центром. Основателем и первым руководителем организации, директором Культурного центра стал Сергей Сокуров. Здесь сосредотачивалась русскокультурная жизнь региона, по мере того как закрывались государственные учреждения русской культуры, сокращалось количество школ с русским языком обучения. Одновременно со стороны экстремистов начались предупреждения, угрозы, нападения на Культурный центр, на отдельных активистов. В противостоянии с экстремистами за храм РПЦ МП писатель лишился глаза. В знак протеста против открытых действий экстремистов во Львове С.Сокуров вышел из Союза писателей Украины, стал писать острые публикации о положении русских граждан Украины, которые печатались в основанной его единомышленниками газете «Совесть», в периодике постсоветского пространства. Многие из его полемических статей того времени позднее вошли в сборник «Мотивы новой Руины». По истечении срока уставных полномочий, лидер Русского общества Сергей Сокуров был возведён в достоинство Почётного Координатора организации и утверждён её Полномочным представителем в Российской Федерации, куда переехал на постоянное место жительства.

## В постсоветской России
В 1994 году С. Сокуров возвратился в Россию, поселился в Подмосковье. Работал редактором журнала «Русская культура без границ» (издание Российской государственной библиотеки и Государственной ассоциации «Россия», г. Москва), помощником депутатов Государственной думы Федерального Собрания Российской Федерации, заведующим отделом газеты «Время» (г. Щёлково Московской области), консультантом Института проблем диаспоры и интеграции (г. Москва), политическим обозревателем ЗАО "Журнал «Новое книжное обозрение: Книга и время» (г. Москва), начальником отдела издательства и информации Департамента Службы занятости населения по Московской области. Cергей Сокуров — член литературного общества «Негош» (г. Никшиц, Черногория). С 2000 года на пенсии. Живёт в городе Реутове Московской области с женой Альвиной Николаевной, детьми Алексеем и Ольгой, внучками Юлией, Дарьей и Варварой.

### Работа в Библиотеке украинской литературы
С 2007 по 2010 годы работал главным библиотекарем Библиотеки украинской литературы в Москве. Сокуров пришёл в библиотеку как эксперт по Украине, знаток украинского языка, литературы, русско-украинских отношений. Долгое время он подавал докладные записки о реорганизации работы библиотеки, разработал новую концепцию библиотеки; однако предложения Сокурова остались без внимания. Бывший директор библиотеки Наталья Шарина утверждала в июле 2017 года, что Сокурова в библиотеку направил «куратор из соответствующих структур». По словам Шариной, Сокуров приходил на работу один раз в неделю на два — три часа, публиковал статьи с критикой чиновников мэрии Москвы и других органов власти. Однако Сокурова не трогали.

### Роль в уголовном деле Н. Шариной
В 2010 году Шарина уволила Сокурова по сокращению штатов. По словам Шариной, Сокуров сказал ей перед уходом: «Вы ещё поплачете!». Сокуров написал заявление в прокуратуру с просьбой провести проверку действий Шариной, отметив, что несмотря на его предупреждения она распространяет экстремистские книги, проводит различные мероприятия, в частности встречи в библиотеке с писателем Дмитрием Павлычко. По заявлению Сокурова и посетителя библиотеки Александра Гнездилова было возбуждено уголовное дело. По другим сведениям в правоохранительные органы обратился муниципальный депутат московского р-на Якиманка Дмитрий Захаров.
Позиция Сокурова в отношении Н. Шариной была следующей: до суда дело не доводить, уволить с занимаемой должности директора библиотеки как специалиста, не отвечающего требованиям специфического культурного учреждения. 5 августа 2011 года дело закрыли в связи с отсутствием состава преступления. Однако в январе 2015 года по делу вновь стали допрашивать свидетелей. В октябре того же года в библиотеке провели обыск, в ходе которого изъяли некоторые издания. Дело было передано в суд, который приговорил Н. Шарину к условному сроку.

## Творчество
Первые публикации С. Сокурова появились в периодике СССР в 1968 г. С 1988 года член Союза Писателей СССР. Печатался на страницах таких изданий как «Известия», «Литературная газета» «Сельская жизнь», «Культура», «Учительская газета», «Голос Родины», «Юный натуралист», «Химия и жизнь», «Книга и время», «Літературна Україна», «Москва и соотечественники», «Братина», «Молодая Гвардия», «2000», и др. (555 публикаций на бумажных носителях).
В 2009 году попечительством Правительства Москвы издан сборник избранной публицистики под названием «Мотивы новой Руины», сразу появившийся в интернет-изданиях частично или полностью. Свои сочинения писатель подписывает «Сергей Сокуров», произведения на украинскую тему — «Сергей Сокуров-Величко», в память об одном из своих предков, «последнем из летописцев Малороссии», С. В. Величко (1670—1728). Но согласно историческим исследованиям С. В. Величко не был женат и не имел семьи. Украинские предки писателя происходили из духовного рода Величко, служивших в Херсонской епархии. Отцом его прабабушки был священник И. Ф. Величко (1837—1874).
Более 1000 публикаций в интернет-изданиях России, Украины, других стран ближнего зарубежья, Западной Европы, за океаном.
С. Сокуров работает также в жанрах беллетристики и поэзии. Его имя на обложках более 20-и книг, выпущенных различными издательствами Москвы и Львова, в том числе 5-томник сочинений, изданных ИД «Цивилизация». В них вошли романы, повести, рассказы, очерки, эссе, исторические миниатюры и портреты. Четвёртым изданием отпечатан роман всемирной истории в стихах «Историада».
Зимой 2011/12 годов Центральное Издательство «Воздушный транспорт» выпустило 2 книги Сергея Сокурова — «Живая старина» и «История одного тайника».
Закончен многолетний труд над сочинением «Роман с Россией», охватывающим события двухвековой отечественной истории, начиная с 1812 г. В 2013 он появился в интернет-изданиях. Сокращённый вариант романа под названием «Чёрный гусар и его потомки» опубликован в 2016.
Результаты писательской работы С. Сокурова отражены в библиографическом ежегоднике «На пороге XXI века» (Москва, 1997). Наиболее полно — в эссе-интервью «Чёрный тополь на юру, или Беседы с Сергеем Сокуровым» (Николай Ярёменко, издание «Русского содружества» и др. организаций, Полтава-Москва, 2010).

## Избранные сочинения

### Отдельные книги
- Сокуров С. А. Тетис. Рассказы. — Львов: Каменяр, 1982.

- Сокуров С. А. Знак чистого солнца. Повести и рассказы. — Львов: Каменяр, 1990.

- Сокуров С. А. Миражи Четвёртого Рима. Эссе. — М.: Эребус, 1997.

- Сокуров С. А. Историада. Всемирная история в эпических поэмах. — М., 2003.

- Сокуров С. А. Мотивы новой Руины. Публицистика. — М.: МДС и ПМ, 2009. Архивировано 19 января 2010 года.

- Сокуров С. А. Живая старина. Ист. миниатюры и др. соч. — М.: ЦИ «ВТ», 2011.

- Сокуров С. А. История одного тайника. Роман. — М.: ЦИ «ВТ», 2012.

- Сокуров С. А. Чёрный гусар и его потомки. — Реутов: АИ Наукоград, 2016. — 414 с. — 1000 экз. — ISBN 978-5-91325-093-3.

- Сокуров С. А. Сочинения. — Реутов: АИ Наукоград, 2017. — ISBN 978-5-91325-094-3.

- Сокуров С. А. Послесловие. Проза и поэзия. — Реутов: АИ Наукоград, 2018. — ISBN 978-5-91325-094-4.

- Сокуров С. А. Русская кровь  Црной горы. — Реутов: АИ Наукоград, 2019. — 148 с.

- Сокуров С. А. Проза последних лет. — Реутов: АИ Наукоград, 2020. — 216 с.

- Сокуров С. А. Прощальное крыло и другие рассказы. — Москва: Издательство «Ритм», 2024. — 576 с. — ISBN 978-5-98422-703-2.

### Сочинения в периодике
В дюжину лучших (по числу читательских откликов) сочинений С. А. Сокурова, опубликованных в разные годы на бумажных носителях, можно включить следующие:
- Сокуров С. А. Рассказ «Что в имени тебе моём?». — Киев: газета "Комсомольское знамя", 1968.

- Сокуров С. А. очерк «Течёт река Люча». — газета Известия, №205, 1968.

- Сокуров С. А. рассказ «После дуэли». — газета Львовская правда, 8.04.1990.

- Сокуров С. А. статья «Когда смерд был равен Рюриковичу». — газета Литературная газета, 9.10.1991.

- Сокуров С. А. историческая миниатюра «Мне книга сказала». — журнал Книга и время, №2, 1998.

- Сокуров С. А. «Казнь по-древлянски». — Москва: альманах Братина, выпуск 3, 2003.

- Сокуров С. А. статья  «Покушение на первопечатника». — Книжная газета, № 7/8, 2003.

- Сокуров С. А. историческая миниатюра «Океанские паруса России». — Союзная газета, № 12, 2003.

- Сокуров С. А. историческая миниатюра «Месть по-русски». — Союзная газета, № 8, 2004.

- Сокуров С. А. пролог к роману «Былины и были древа Коръ». — Книжная газета, № 11, 2008.

- Сокуров С. А. очерк «Дорогой гость» («Клеветник России»). — Киев: 2000 (газета), № 11, ноябрь, 2010.

- Сокуров С. А. статья «Генерал-Характер». — Молодая Гвардия, № 5-6, 2012.

### Сочинения в интернет-изданиях

#### Романы и повести
- Сокуров С. А. Роман с Россией.

- Сокуров С. А. Роман в стихах Историада.

- Сокуров С. А. Остров Санарова.

- Сокуров С. А. «Лебединое озеро», из романа Феодора.

- Сокуров С. А. «Загадка одной рукописи», повесть.

#### Рассказы
- Сокуров С. А. Рождественская сказка.

- Сокуров С. А. Ворон. Архивировано 17 ноября 2014 года.

- Сокуров С. А. Доктор Вайсберг.

#### Эссе
- Сокуров С. А. О демократии.

- Сокуров С. А. Приключения Пушкина в Галиции.

- Сокуров С. А. Земной эскулап.

#### Статьи
- Сокуров С. А. Наш май.

- Сокуров С. А. Убить москаля в Гоголе.

- Сокуров С. А. Их благородие Тарас Грыгоровыч.

#### Стихи
- Сокуров С. А. Крымский мотив.

## Оценка творчества
Отзывы на литературную деятельность С. Сокурова появились практически сразу вслед за первыми публикациями в газете «Известия» в 1969 году. Редакция этого центрального в то время издания назвала их в числе лучших за полугодие и отметила премией общесоюзного конкурса (Известия, № 305, 30.12.1969).
Позднее писатель Аркадий Стругацкий отметил в прочитанных им произведениях львовского писателя «психологическую достоверность образов», «мастерски описанные пейзажи», «хорошее чувство цвета», другие «художественные достоинства» сочинений, которые «дополняются достоинствами познавательными».
Профессор В. К. Волков (д. и. н., член-корр. РАН, директор Института славяноведения РАН) так отозвался на издание «Историады»: «Книга С. А. Сокурова не имеет аналогов в художественной литературе, не говоря уже о научной. Эта новизна сразу же подкупает читателя. Автор поставил перед собой неподъёмную, казалось бы, задачу — отобразить историю человечества в стихотворной форме… С поставленной задачей он справился… Стихотворная форма даёт автору и право, и возможность создать запоминающиеся образы, поразмышлять на историко-философские темы… отобразить исторический процесс в ёмких и запоминающихся разделах, с уважением к исторической науке… Перед читателем проходят имена и краткие характеристики наиболее значимых лиц, а также событий, воскрешая дух того времени».
В рецензии на «Роман с Россией» даётся выборка из откликов на творчество С. Сокурова. В частности, историк Сергей Нефёдов сравнил художественную прозу С. Сокурова с творениями Стефана Цвейга. Учёный и издатель (МГИМО) Анатолий Самарин писал: «С превеликим наслаждением читал и публиковал Ваш диптих о Федорове. От него — в восторге. Написан на столетия!». За автором признают «ум, поэзию и реализм, иронию и изысканность».

## Награды и премии
- 1969 — вторая премия на Конкурсе газеты «Известия» (Известия, № 305, 30.12. 1969);
- 1987 — третья премия на Конкурсе газеты «Сельская жизнь» (Сельская жизнь, 29.12.1987 по публикации в № 285, 12.12.1987).
- 1999 — награждён серебряной Пушкинской медалью с занесением в Почётный реестр попечителей Международного фонда 200-летия Пушкина[22](сейчас Международный Пушкинский фонд «Классика») — «За большой вклад в осуществление программ поддержки отечественной культуры» (свидетельство, 1999, Пушкинский Дом, член-корреспондент РАН Н. Н. Скатов. Информация о награждении в газете «Подмосковные известия», № 153, 24 авг. 1999 г.)
- 1999 — диплом Конгресса Русских общин Западной Украины и Русского общества им. А. Пушкина «за активное участие в создание музея А. С. Пушкина во Львове».
- 2003 — награждён Грамотой Митрополита Киевского и всея Украины Владимира — «За сохранение православной духовности и культуры»
- 2004 — награждён Орденом Преподобного Сергия Радонежского III-й степени Русской Православной Церкви — «Во внимание к трудам» (Патриарх Алексий II) (Информация о награждении в газете для соотечественников «Русская Правда», Киев, № 24, декабрь 2004).
- 2008 — награждён Почётным знаком «За вклад в сплочение Русского мира» Международного совета российских соотечественников (уд. № 20)[23]..
- 2009 — почётный знак Русского общества им. А. Пушкина № 1 вручён создателю этой общественной организации и её первому руководителю, а ныне почётному координатору Сергею Анатольевичу Сокурову[24]
- 2010 — диплом Правительства и Союза журналистов Москвы за серию материалов в печатных и электронных СМИ в поддержку российских соотечественников, проживающих за рубежом, и русского языка на постсоветском пространстве[25].
- 2010 — диплом и медаль Московской городской организации Союза писателей России — «За верное служение отечественной литературе»[26].
- 2013 — серебряная медаль Пушкинского Дома (ИРЛ АН России, СПб)[27].